# 土
土 (Terre) est un kanji. Il fait partie des Kyōiku kanji/1re année.
Il se lit ど (do) en lecture on et つち (tsuchi) en lecture kun.
Son Unicode est 571F.

## Utilisation
Ce kanji est utilisé dans le mot «  土曜日 (doyōbi) », qui veut dire samedi, littéralement le jour de la terre.

## Divers
Attention à ne pas le confondre avec le Kanji : 士 (wikt:士)